# کوله‌لیتوتریپسی
کوله‌لیتوتریپسی (به انگلیسی: Cholelithotripsy) به عمل شکستن سنگ صفرا از طریق امواج فراصوت گفته می شود.